# Джон Пъстел
Джо̀натан Брус Постѐл (на английски: Jonathan Bruce Postel, [ˈd͡ʒɑnəθən bɹuːs pəˈstɛl]) е американски информатик и инженер.
Роден е на 6 август 1943 година в Алтадина край Лос Анджелис. През 1968 година завършва магистратура по инженерство в Калифорнийския университет – Лос Анджелис, където през 1974 година защитава и докторат по компютърни науки. Той участва в разработката на ранната компютърна мрежа ARPANET и дълги години играе важна роля във формиращия се интернет като редактор на серията стандартизиращи документи Request for Comments, важен участник в разработването на протоколи като SMTP, TCP/IP и DNS и администратор на системата за имена и адреси IANA.
Джон Постел умира на 16 октомври 1998 година в Санта Моника от усложнения при сърдечна операция.